# 第一作法
第一作法（だいいちさほう、イタリア語: Prima pratica）は、初期バロック音楽において、「現代的な」様式よりもジョヴァンニ・ダ・パレストリーナの様式やジョゼッフォ・ツァルリーノの理論を重んじる立場である。「現代的な」様式を重んじる第二作法とは対照的な立場をとる。それぞれ「古様式（stile antico）」と「現代様式（stile moderno）」と同義語である。この用語は新しい音楽様式をめぐるクラウディオ・モンテヴェルディとジョヴァンニ・マリア・アルトゥージとの論争の中で用いられた。

## 文献
- Claude V. Palisca. "Prima pratica", Grove Music Online, ed. L. Macy , grovemusic.com.
- Grout, Donald J. A History of Western Music (6th ed.), W.W. Norton and Company, New York, 2001. ISBN 0-393-97527-4